# Třída Nelson (1876)
Třída Nelson byla třída obrněných křižníků britského královského námořnictva. Jejich hlavním úkolem byla ochrana námořního obchodu. Celkem byly postaveny dvě jednotky této třídy. Ve službě byly v letech 1878–1894. Po vyřazení byly sešrotovány.

## Stavba
Plavidla byla zvětšenou verzí obrněného křižníku Shannon. Nárůst výtlaku o 2000 tun byl způsoben využitím výkonnějšího pohonného systému, silnější výzbroje a pancéřování. Celkem byly v letech 1874–1881 postaveny dvě jednotky této třídy.
Jednotky třídy Nelson:
| Jméno       | Loděnice                        | Založení kýlu     | Spuštěna           | Vstup do služby   | Poznámka |
| ----------- | ------------------------------- | ----------------- | ------------------ | ----------------- | --- |
| Nelson      | Elder & Co., Glasgow            | 2. listopadu 1874 | 4. listopadu 1876  | 26. července 1881 | V letech 1891–1894 strážní loď, následně rezerva, od roku 1901 využívána při výcviku topičů. Prodána do šrotu 1910. |
| Northampton | Robert Napier and Sons, Glasgow | 26. října 1874    | 18. listopadu 1876 | 7. prosince 1878  | Od roku 1886 v rezervě. Od roku 1894 využívána při výcviku. Prodána do šrotu 1905.                                  |

## Konstrukce

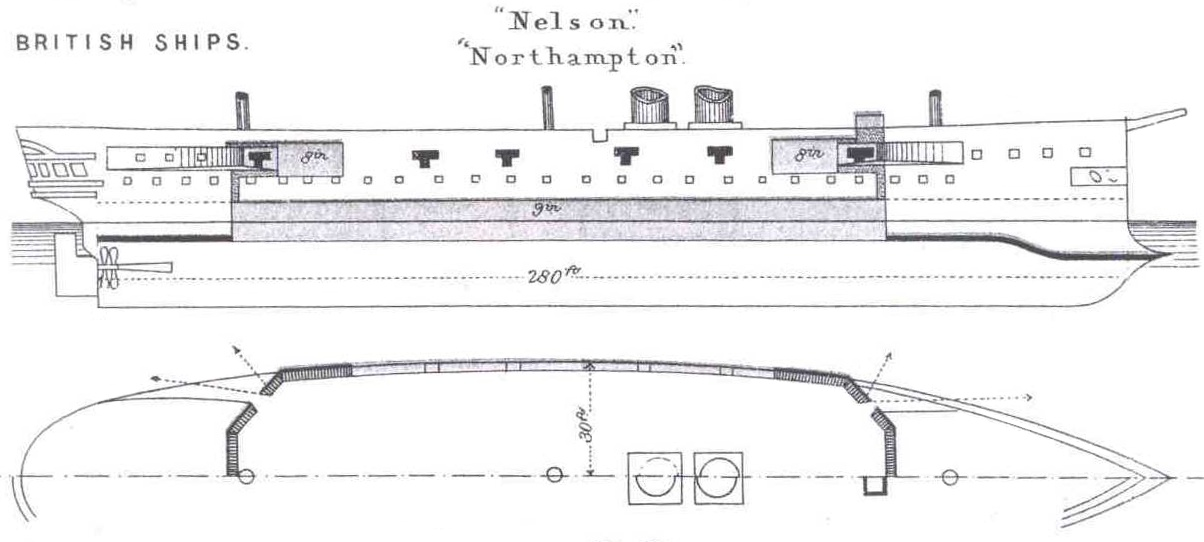
Základní uspořádání třídy

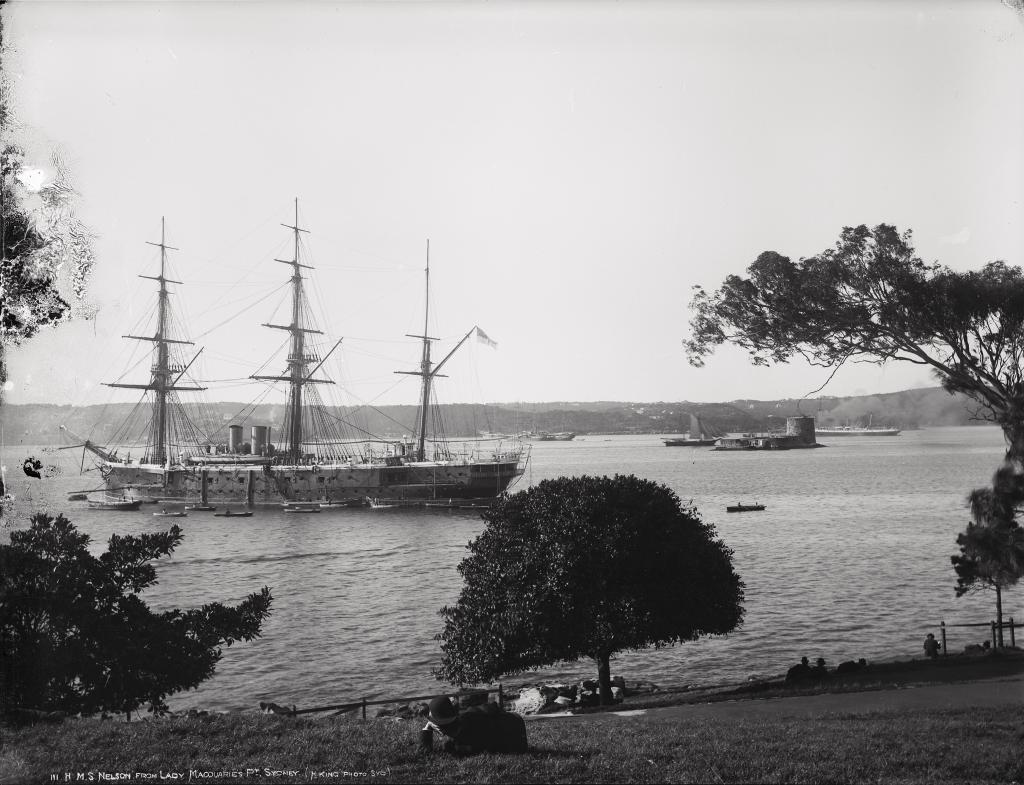
Nelson

Hlavní výzbroj tvořily čtyři zepředu nabíjené 254mm kanóny, které doplňovalo osm zepředu nabíjených 229mm kanónů a šest 95mm (20liberních) kanónů. Pancéřování bylo z válcovaného železa. Pohonný systém tvořilo deset kotlů a dva tříválcové parní stroje o výkonu 6624 ihp, pohánějící dva lodní šrouby. Plavidla měla pomocnou barkovou takeláž o ploše 24 766 čtverečních stop. Nejvyšší rychlost dosahovala 14 uzlů. Neseno bylo 1150 tun uhlí. Dosah byl 5000 námořních mil při rychlosti 10 uzlů, nebo 7500 námořních mil při rychlosti 7 uzlů.

### Modernizace
Nelson prošel v letech 1889–1891 výraznou přestavbou. Mimo jiné dostal bojové stěžně, modifikovanou výzbroj a protitorpédové sítě. Odstraněny byly 20liberní kanóny. Výzbroj naopak posílily čtyři 120mm kanóny, šest 57mm kanónů Hotchkiss, čtrnáct 47mm kanónů Hotchkiss a dva 356mm torpédomety. Northampton prodělal menší modernizaci roku 1886. Odstraněny byly 20liberní kanóny. Výzbroj naopak posílilo šest 57mm kanónů Hotchkiss, osm 47mm kanónů Hotchkiss a dva 356mm torpédomety.